# يوب فيرمولين
يوب فيرمولين (بالهولندية: Joop Vermeulen)‏ هو منافس ألعاب قوى هولندي، ولد في 21 أكتوبر 1907 في Zwammerdam ‏ في هولندا، وتوفي في 10 نوفمبر 1984.

## وصلات خارجية
- يوب فيرمولين على موقع أوليمبيديا (الإنجليزية)